# Аньйо (Тічино)
Аньйо (італ. Agno) — місто  в Швейцарії в кантоні Тічино, округ Лугано.

## Географія
Місто розташоване на відстані близько 155 км на південний схід від Берна, 24 км на південний захід від Беллінцони.
Аньйо має площу 2,5 км², з яких на 54,6% дозволяється будівництво (житлове та будівництво доріг), 21,9% використовуються в сільськогосподарських цілях, 20,7% зайнято лісами, 2,8% не є продуктивними (річки, льодовики або гори).

## Демографія
2019 року в місті мешкало 4403 особи (+10,6% порівняно з 2010 роком), іноземців було 32,9%. Густота населення становила 1761 осіб/км².
За віковим діапазоном населення розподілялося таким чином: 18,7% — особи молодші 20 років, 59,8% — особи у віці 20—64 років, 21,5% — особи у віці 65 років та старші. Було 2049 помешкань (у середньому 2,1 особи в помешканні).
Із загальної кількості 2772 працюючих 8 було зайнятих в первинному секторі, 896 — в обробній промисловості, 1868 — в галузі послуг.